# Alexis Peltz
Alexis Peltz (* 4. Mai 1831 in Weißenbrunn bei Zwickau; † 6. Oktober 1894 in Leipzig) war ein sächsischer Rittergutsbesitzer und Parlamentarier.

## Leben
Alexis Peltz wurde als Sohn des Rittergutbesitzers Julius Peltz auf Weißenbrunn und Steinpleis und der Emilie geb. Meyer geboren. Nach dem Besuch des Gymnasiums in Zwickau studierte er an der Alma Mater Lipsiensis und der Rheinischen Friedrich-Wilhelms-Universität Bonn Kameralwissenschaften. 1851 wurde er Mitglied des Corps Saxonia Leipzig. 1852 schloss er sich dem Corps Borussia Bonn an. Nach dem Studium wurde er Rittergutsbesitzer in Ramsdorf. Peltz war Vorstandsmitglied des Erbländischen Ritterschaftlichen Creditvereins in Sachsen zu Leipzig und der Staatsschuldenkommission sowie Vorstand der Sparkasse zu Hohendorf bei Groitzsch. Er war Friedensrichter in Ramsdorf und Ehrenvorstand des dortigen Militärvereins.
1863 wurde Peltz für den Leipziger Kreis zum stellvertretenden Abgeordneten der Rittergutsbesitzer in die II. Kammer des Sächsischen Landtags gewählt. 1873 erfolgte seine Wahl zum Abgeordneten der Rittergutsbesitzer in die I. Landtagskammer auf Lebenszeit.
Peltz verstarb 1894 im Leipziger Jacobshospital. Er war verheiratet mit Emma Agnes geb. Baumann.